# نت‌اسکیپ
نت‌اسکیپ، (به انگلیسی: Netscape) شرکت خدمات کامپیوتری آمریکایی است، که در زمینه ارائه مجموعه نرم‌افزارهای اینترنتی، مرورگر وب، پورتال‌های وب و خدمات اینترنتی فعالیت می‌نماید.
شرکت نت‌اسکیپ در سال ۱۹۹۴ توسط مارک اندرسون و جیمز اچ. کلارک در مانتین ویو، کالیفرنیا راه‌اندازی شد. این شرکت با عرضه مرورگر نت‌اسکیپ، سپس راه‌اندازی بنیاد موزیلا، تا اواسط دهه ۱۹۹۰ بالغ بر ۹۰٪ درصد سهم استفاده از مرورگرهای وب را به خود اختصاص داده بود.
شرکت ای‌اوال در سال ۱۹۹۹ نت‌اسکیپ را با مبلغ ۱۰ میلیارد دلار خریداری کرد. نت‌اسکیپ در فاصله سال‌های ۱۹۹۹ تا ۲۰۰۶ روندی نزولی داشت، بگونه‌ای که در اواخر این سال، میزان سهم بازار مرورگر این شرکت از ۹۰٪ درصد در ۱۹۹۵، به کمتر از ۱٪ درصد در سال ۲۰۰۶ تنزل کرد و بخش اعظم بازار را اینترنت اکسپلورر از آن خود نموده بود. دفتر مرکزی این شرکت در شهر دالس، ویرجینیا، ایالات متحده آمریکا قرار دارد.